# Khaled Koubaa
Khaled Koubaa (arabe : خالد قوبعة), né le 19 septembre 1973 à Sfax, est un expert international tunisien en gouvernance d'Internet et directeur de la politique publique en Afrique du Nord chez Facebook.

## Biographie

### Études
Khaled Koubaa effectue ses études secondaires au lycée 9-Avril de Sfax avant de poursuivre ses études universitaires à l'École supérieure de commerce de Tunis, où il obtient une maîtrise en management qu'il complète par un master en commerce électronique de l'École supérieure de commerce électronique de La Manouba.
Koubaa est diplômé de l'Institut DiploFoundation (en), où il suite un programme sur la gouvernance d'Internet. Il dispose aussi d'un diplôme en leadership public de la Harvard Kennedy School of Government et d'un diplôme en innovation radicale du Massachusetts Institute of Technology.

### Carrière professionnelle
Avant de rejoindre Google en 2012, où il est jusqu'en 2016 à la tête de l'équipe des relations gouvernementales et de la politique publique en Afrique du Nord, Khaled Koubaa travaille principalement comme consultant en nouvelles technologies et médias sociaux pour plusieurs gouvernements et organisations dans le monde arabe et en Afrique,.
Actif dans le domaine de la gouvernance d'Internet, il fonde et préside en 2006 le chapitre tunisien de l'Internet Society, avant de rejoindre en 2009 son conseil d'administration international. Il est également membre du conseil d'administration de l'AfriNIC.
En 2016, il est sélectionné pour un mandat de trois ans renouvelable comme membre du conseil d'administration de l'ICANN, l'autorité mondiale de régulation de l'Internet,,.
En 2019, il rejoint Facebook pour occuper la fonction de directeur de la politique publique en Afrique du Nord.
Le 17 novembre 2020, il est nommé par le secrétaire général des Nations unies au sein du Groupe consultatif multipartite comme membre représentant du secteur privé. 
Khaled Koubaa est par ailleurs le fondateur et le président de l'Arab World Internet Institute.

### Vie privée
Khaled Koubaa est marié et père de deux enfants.
Selon Koubaa, Internet a joué un rôle important dans sa vie privée puisqu'il a rencontré sa femme en ligne et a aussi vu pour la première fois sa fille en ligne.